# Tjek på traditionerne
Tjek på traditionerne er en dansk, satirisk dokumentarserie på 10 afsnit, lavet af DR i 2000. Jule- og nytårsafsnittet vises hvert år.
Der er tradition for at nytårsafsnittet bliver vist hver nytårsaften lidt før kl. 24.

## Medvirkende
- Anders Johansen
- Warny Mandrup